# یعقوب البار
یعقوب البار (انگلیسی: James the Just؛ درگذشته ۶۲ میلادی) یک اسقف، قدیس، شهید مسیحی و بنا به عهد جدید برادر عیسی بود.
قابل توجه اینکه، در سنّت مسیحی، «برادر عیسی» صرفاً یک عنوان است و نه به معنی فرزند مریم، مادر عیسی و برادر تَنی عیسی مسیح. برادر در ادبیات فرهنگی سامی، در معناهای مختلفی چون برادر خوانده (برادر ناتَنی) و یا خویشان و بستگان نزدیک یا حتی دور باشد. به طور مثال، ابراهیم برادرزادۀ خود یعنی لوط را، برادر خود می‌خواند.

## رسالۀ یعقوب
رسالۀ یعقوب در مجموعه کتب عهد جدید (رسالهٔ یعقوب) منسوب به یعقوب عادل یا همان یعقوب، برادر عیسی است.

## هویت
این احتمال وجود دارد، که یعقوب برادر عیسی (یعقوب عادل) و یعقوب پسر حَلفا (یعقوب کوچک‌تر) دو شخص متفاوت باشند. احتمال دیگر این است که «یعقوب پسر حلفا» و «یعقوب عادل» در واقع دو نام برای اشاره به یک شخص باشند که یکی از دوازده حواری عیسی مسیح بود و در عهد جدید با دو نام/عنوان مختلف معرفی شده است. اما نظر قطعی‌ای در این زمینه وجود ندارد و کلیسای کاتولیک و همچنین محققان نظر قطعی‌ای در این زمینه ارائه نداده‌اند و جای تحقیق و بررسی در این باره باز است.
همچنین بخوانید: یعقوب پسر حلفا